# Cerro del Bu
El Cerro del Bu es un yacimiento arqueológico del municipio español de Toledo, ubicado en un promontorio junto al río Tajo.

## Descripción

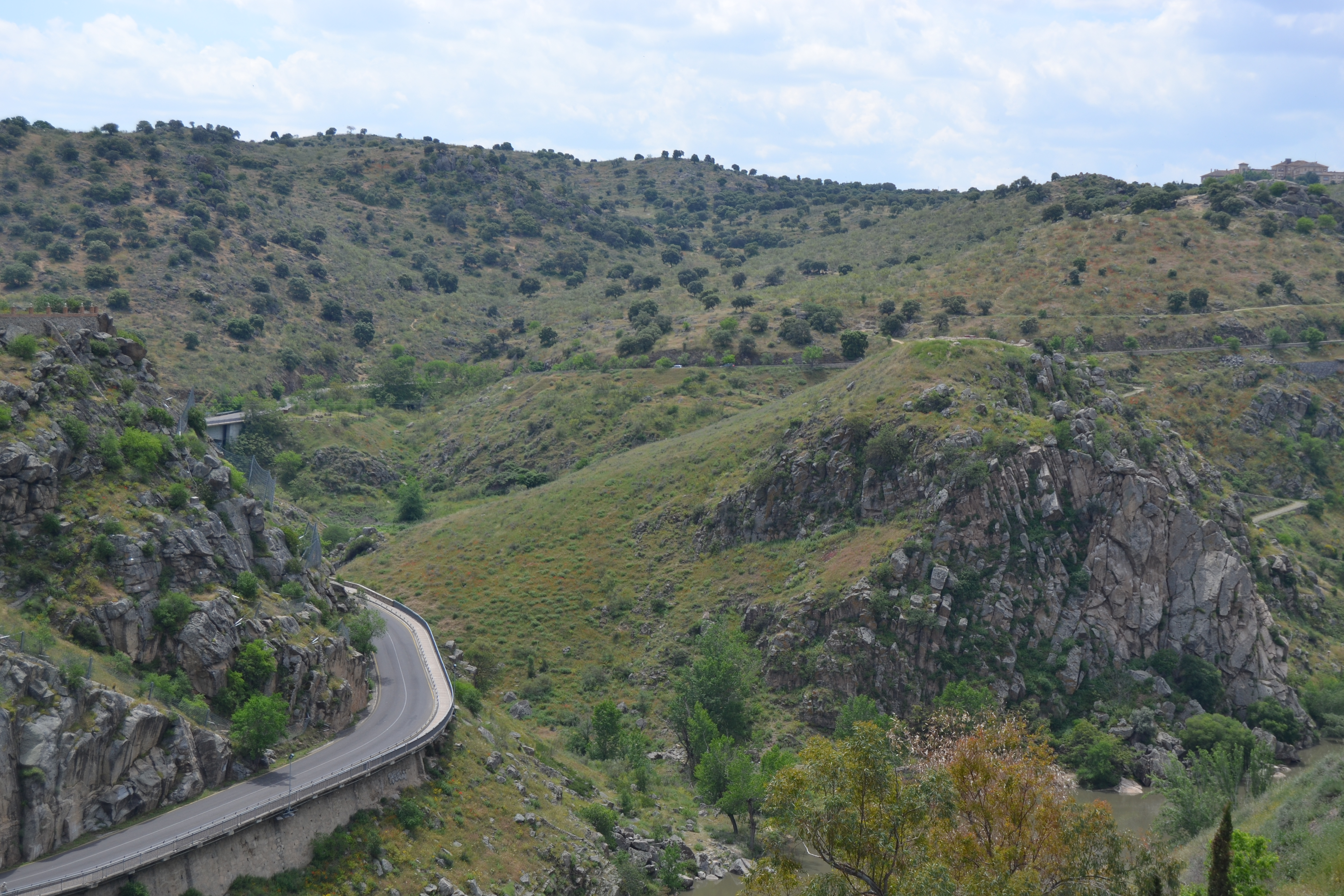
Vista del cerro

El yacimiento se encuentra en el cerro que le da nombre, que se yergue en la orilla izquierda del Tajo, al sur de la ciudad de Toledo. En superficie el cerro presentaba piedras de construcción con cimientos ostensibles en un terreno que, a simple vista, se advertía que no era natural.

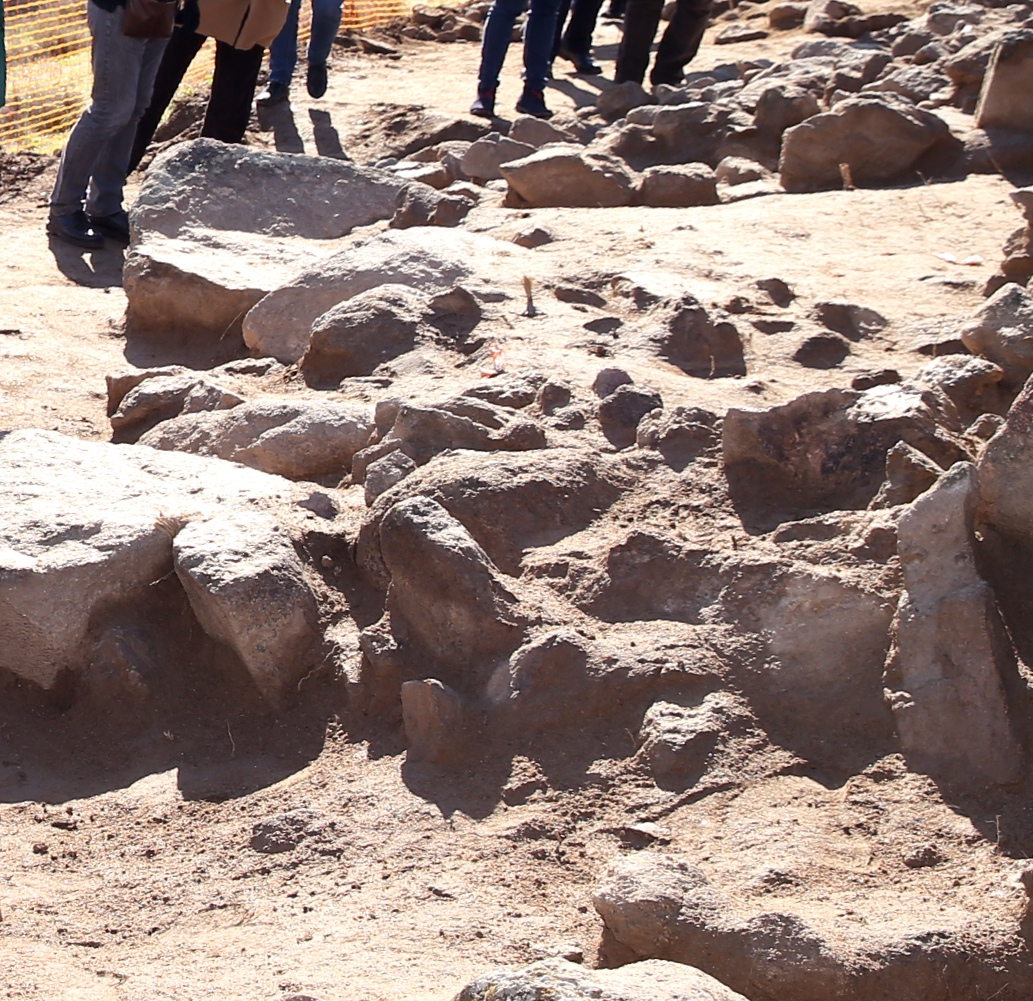
Cerro del Bu

Su ubicación, aislamiento y relieve escarpado le confiere al lugar un carácter estratégico y de privilegiada defensa natural, adecuado para asentamiento de grupos humanos. Las campañas de investigación que de manera regular realizaron en el sitio, desde 1980, pusieron de manifiesto una serie de fases consecutivas en la ocupación del cerro. La primera fase de asentamiento se caracterizaría por la existencia de gran cantidad de restos de talla de sílex y escasos fragmentos cerámicos. Su cronología sería dudosa. La segunda, mejor documentada se corresponde al principal momento de utilización del hábitat, en pleno desarrollo de la Edad del Bronce en la Meseta Central. La tercera marca la fase final del hábitat de la mencionada Edad del Bronce. En estas dos últimas fases, de las que se han descubierto estructuras de habitación y cabañas e incluso hogar in situ, se desarrollaba una economía eminentemente pastoril, con primacía del ganado ovino y vacuno. Posteriormente existió un asentamiento medieval, árabe, pequeño y de carácter provisional, que respondía a una concepción estratégica y militar. De esta etapa se conservan restos en la cima del cerro. El final de este asentamiento árabe podría interpretarse como una destrucción intencionada, ya que aunque se encuentran niveles de ceniza, las murallas se habrían derrumbado antes de cualquier signo de incendio.

## Estatus patrimonial
El Cerro del Bu fue declarado Bien de Interés Cultural con la categoría de zona arqueológica el 28 de abril de 1992, mediante un decreto publicado el 20 de mayo de ese mismo año en el Diario Oficial de Castilla-La Mancha.